# Níkos Gális
Pour les articles homonymes, voir Galis.
Nikolaos Georgalis (en grec Νικόλαος Γεωργαλής), connu comme Níkos Gális ou, aux États-Unis, Nick Galis, né le 23 juillet 1957 à Union City (New Jersey) aux États-Unis, est un joueur grec de basket-ball, évoluant au poste d'arrière.
Bien que né aux États-Unis, il effectue toute sa carrière professionnelle en Grèce où il devient l'un des meilleurs marqueurs européens, remportant avec la Grèce le championnat d’Europe 1987, dont il est désigné meilleur joueur. Il termine à quatre reprises meilleur marqueur d'un championnat d'Europe.

## Biographie
Cet Américain d'origine grecque fait ses études universitaires à Seton Hall. Dans sa dernière année, il termine dans les trois meilleurs marqueurs de la NCAA derrière Larry Bird avec 27,5 points de moyenne et une pointe de 48 points contre Santa Clara.
Gális est drafté au 4e tour en 68e position de la draft 1979 par les Celtics de Boston. Il participe néanmoins à la pré-saison avec les Celtics mais se blesse et est coupé avant le début de la saison.
Il découvre que le pays de ses grands-parents peut lui donner une occasion d'entrer en sélection nationale. Il est à nouveau contacté par les Celtics mais décline, souhaitant porter le maillot de l'équipe grecque (les joueurs NBA n'avaient pas le droit de participer aux compétitions internationales jusqu'en 1989).
Lors du championnat d’Europe de 1987 à Athènes, il obtient avec Panayótis Yannákis la médaille d'or, marquant 40 points en finale contre l'URSS battue de deux points. Il termine également la compétition avec la moyenne de 37 points par match. Il termine trois autres fois meilleur marqueur d’un Euro et est onze fois le meilleur marqueur de la ligue grecque.
En 2017, il est le sixième joueur non NBA à être intronisé au Basketball Hall of Fame (après Sergueï Belov en 1992, Krešimir Ćosić en 1996, Dino Meneghin en 2003, Dražen Dalipagić en 2004 et Oscar Schmidt en 2013).
De 1995 à 2023, il détient le record du nombre de points marqués dans les différentes coupes d'Europe avec 4 904 points. Il est dépassé en 2023 par Nando de Colo.

## Palmarès
Au cours de sa carrière en ligue grecque, il compile environ 12 864 points pour 384 matchs joués en tous, soit 33,5 points de moyenne.

### Équipe nationale
- championnat d’Europe
  -  médaillé d'or en 1987 à Athènes
  -  médaillé d'argent en 1989 à Belgrade

### Club
- Championnat de Grèce (8) : 1983, 1985, 1986, 1987, 1988, 1989, 1990, 1991
- Coupe de Grèce (7) : (1985, 1987, 1988, 1989, 1990, 1992, 1993)
- Supercoupe de Grèce (1) : 1986

### Distinctions personnelles
- MVP du Championnat de Grèce 1988, 1989, 1990, 1991, 1992
- Membre du FIBA Hall of Fame[3]
- Intronisé au Basketball Hall of Fame en 2017[4]